# Viszák, Vas
Viszák  este un sat în districtul Körmend, județul Vas, Ungaria, având o populație de 266 de locuitori (2011). 

## Demografie
Componența etnică a satului Viszák
     Maghiari (98,67%)
     Germani (1,33%)
Componența confesională a satului Viszák
     Romano-catolici (35,71%)
     Luterani (26,32%)
     Reformați (17,29%)
     Fără religie (1,5%)
     Necunoscută (19,17%)
Conform recensământului din 2011, satul Viszák avea 266 de locuitori. Din punct de vedere etnic, majoritatea locuitorilor (98,67%) erau maghiari, cu o minoritate de germani (1,33%). Nu există o religie majoritară, locuitorii fiind romano-catolici (35,71%), luterani (26,32%), reformați (17,29%) și persoane fără religie (1,5%). Pentru 19,17% din locuitori nu este cunoscută apartenența confesională.